# Lindavista, Ixtapa
Lindavista är en ort i Mexiko.   Den ligger i kommunen Ixtapa och delstaten Chiapas, i den sydöstra delen av landet, 700 km öster om huvudstaden Mexico City. Lindavista ligger 1 061 meter över havet och antalet invånare är 147.
Terrängen runt Lindavista är huvudsakligen kuperad, men den allra närmaste omgivningen är platt. Runt Lindavista är det ganska tätbefolkat, med 111 invånare per kvadratkilometer. Närmaste större samhälle är Chiapa de Corzo, 16,3 km sydväst om Lindavista. I omgivningarna runt Lindavista växer huvudsakligen savannskog.